# Джордж Вашингтон Делонг
Джордж Ва́шингтон Дело́нг (англ. George Washington DeLong, 22 серпня 1844 — 31 жовтня 1881) — американський дослідник Арктики, капітан-лейтенант флоту США. У 1879 р. одним із перших спробував досягти Північного полюса через Берингову протоку. Повертаючись із невдалого походу, ДеЛонг і його команда загинули від голоду та хвороб в гирлі р. Лени в Східному Сибіру.

## Біографія
Джордж Делонг народився в м. Нью-Йорку в родині французького походження. 1865 р. закінчив Академію морських сил США в м. Аннаполісі (штат Меріленд). Морську кар'єру почав на пароплаві «Канандайгва», де дослужився до звання лейтенанта флоту. У 1873 р. у складі рятувальної експедиції досліджував Баффінову затоку і береги Гренландії (метою експедиції було знайти корабель «Поляріс», що зник біля гренландського узбережжя). Пізніше ДеЛонг керував навчальним судном «Діва Марія».
Одружився з Еммою Джейн Воттон.

## Експедиція на Північний полюс
Після подорожі до Гренландії він зацікавився полярними дослідженнями і охоче відгукнувся на пропозицію Джеймса Беннетта, видавця газети «Нью-Йорк Геральд», спорядити експедицію на Північний полюс.

### Мета і організація походу
У 70-х роках XIX ст. набула поширення теорія про те, що тепла течія Куро-Сіво, яка проходить біля японських берегів, нібито сягає Північного полюса і може за сприятливих умов винести корабель просто на полюс, минаючи небезпечні для моряків крижані поля Арктики. Видавець і меценат Беннетт (відомий на той час як спонсор рятувальної експедиції Стенлі до Африки) вирішив перевірити цю гіпотезу. Беннетт погодився взяти на себе частину фінансування експедиції, організованої під егідою американських морських сил. У 1878 р. він за власні гроші придбав британський пароплав «Пандора», перейменував його на «Жаннетту» і віддав у користування ДеЛонгові та його команді. Цей 420-тонний корабель, завдовжки 43 м, спеціально зміцнили, щоб пристосувати до ймовірного контакту з кригою, і обладнали найновішими приладами для метеорологічних і астрономічних досліджень.
До складу екіпажу ввійшли старший помічник Чіпп, другий помічник Дейненгавер, інженер Мелвілл, лікарі Амблер та Еріксен, біолог Ньюкомб, метеоролог і журналіст Коллінз, лоцман Данбар, моряки Ніндеманн, Норос, Іверсен, Дресслер, Бойд, Ґорц, Каак, Лі та інші. Всього на борту «Жаннетти» вирушило 33 особи.

### Шлях «Жаннетти»
Команда стартувала 8 липня 1879 р. із Сан-Франциско і дорогою до Берингової протоки побувала на Алясці, щоб узяти на борт додаткове обладнання і тяглових собак. Останнє повідомлення від експедиції, надіслане з затоки Св. Лаврентія, датоване 27 серпня. Уже на початку вересня сподівання на теплу течію виявились надто оптимістичними і корабель вмерз у кригу поблизу о. Врангеля. ДеЛонг сподівався, що крига скресне і відкриє «Жаннетті» шлях до полюса, проте цього так і не сталось, і команда дрейфувала далі на північний захід на вмерзлому в лід судні. Дрейф тривав до червня 1881 р.
Незважаючи на небезпеку, яка щодня загрожувала людям на некерованому кораблі, члени експедиції провадили наукові спостереження, зокрема метеорологічні. Навесні 1881 р., сподіваючись дістатись Землі Франца-Йосифа, вони відкрили групу островів навколо 77° пн. ш. (о. Генрієтти, о. Жаннетти та о. Беннетта). Згодом цей архіпелаг та прилеглі острови названо іменем ДеЛонга. Протягом дрейфу експедиція зібрала важливий науковий матеріал — зокрема, вона довела, що о. Врангеля не є частиною якогось континенту, як вважали деякі географи. Загалом «Жаннетта» перетнула 129 тис. км². океану.
Проте в червні ситуація погіршала: чергова атака крижаних уламків розтрощила корпус «Жаннетти», і команда ледве встигла евакуюватись, щоб не затонути разом із судном. Вони вивантажили на лід три човни, трохи їжі та мисливське знаряддя, якого мало вистачити, щоб дістатись населеної частини Сибіру.

### Повернення і загибель експедиції

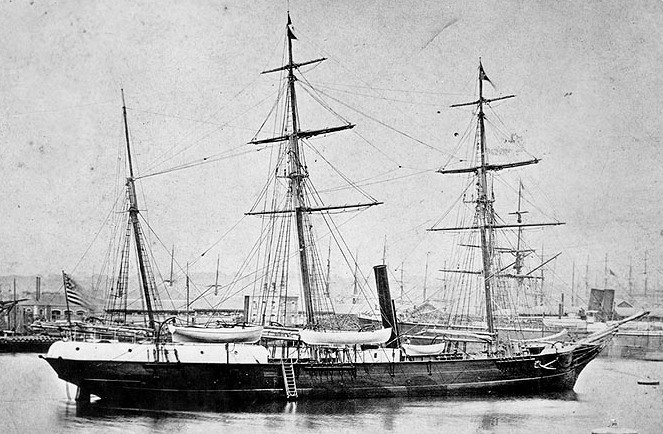
«Жаннетта»

Дотягнувши човни по кризі до відкритої води, експедиція розділилась на три частини. Підрозділ лейтенанта Чіппа відстав від інших у морі 12 вересня і зник безвісти. Другий, під керівництвом Мелвілла, зумів дістатись гирла р. Лени і врятуватись. Третя група, де за керівника був сам Делонг, досягла сибірського узбережжя і почала довгий та виснажливий похід тундрою, сподіваючись дійти до найближчого населеного пункту.
Через брак детальних карт місцевості залишки експедиції просувались повільно і часто збивались зі шляху. Щоденник ДеЛонга за жовтень 1881 р. рясніє згадками про брак їжі, фізичну слабкість і хвороби:
6 жовтня, четвер. 116-й день походу. […] Я послав Алексі на полювання. […] О 8:45 пішов із життя наш товариш Еріксен. […] Алексі повернувся з порожніми руками — надто сильна завірюха. […] Нема сили копати могилу для Еріксена — ґрунт промерз, а інструментів нема. Лишається поховати його в річці. […] Але ми настільки ослабли, що невідомо, чи зможемо рухатись […]
7 жовтня, п'ятниця. 117-й день. Сніданок складався з півфунта собачого м'яса і чаю. Я висипав в окріп останню дрібку чаю, тож на двадцятип'ятимильний перехід у нас лишається трохи старої заварки та дві кварти спирту. Але я вірю, що Бог, який годував нас досі, не покине нас на голодну смерть.
9 жовтня ДеЛонг послав Ніндеманна й Нороса на пошуки людей, чим урятував їм життя — ці двоє змогли дістатись населеного пункту. Решта повільно рухалась слідом, але надії на порятунок дедалі меншало:
11 жовтня, вівторок. 121-й день. Пд-зх вітер і сніг. Нема сили рухатись. На полювання не пішли. Їжа — ложка гліцерину в гарячій воді. Більше нема дерева на розпал.
12 жовтня, середа. 122-й день. Сніданок — остання ложка гліцерину і гаряча вода. На обід залили вербове листя окропом, а настій випили. Всі дедалі слабшають. Ледве назбирали хмизу […]
15 жовтня, субота. 125-й день. Сніданок — вербовий чай і пара старих чобіт. Вирішили рушати на сході сонця. Алексі дуже підупав, Лі також […]
21 жовтня, п'ятниця. 131-й день. Каак помер опівночі, лежачи між мною та лікарем. Лі помер десь опівдні. Ми саме молилися за хворих, коли побачили, що він уже відходить […]
27 жовтня, четвер. 137-й день. Іверсен зовсім ослаб.
28 жовтня, п'ятниця. 138-й день. Іверсен помер уранці.
29 жовтня, субота. 139-й день. Дресслер помер уночі.
30 жовтня, неділя. 140-й день. Бойд і Ґорц померли вночі. М-р Коллінз помирає.
Очевидно, ДеЛонг помер незабаром після цього останнього запису.

## Посмертна доля ДеЛонга
Історія ДеЛонга не закінчилась восени трагічного 1881 року. Інженер «Жаннетти» Джордж Мелвілл, якому вдалося врятуватись після загибелі корабля, дістався до одного з сибірських сіл і організував дві рятувальні експедиції з допомогою місцевих мешканців. Під час першої виправи він зустрів Нороса та Ніндеманна, які розповіли йому про ймовірне місце перебування Делонґа. 23 березня 1882 р. друга експедиція Мелвілла знайшла тіла капітана «Жаннетти» та його товаришів. Після цього ні в кого не лишилося сумнівів щодо долі екіпажу. На місці смерті команди Мелвілл спорудив кам'яний насип, згодом відтворений у формі пам'ятника на території Академії морських сил США.
У 1884 р. вдова ДеЛонга Емма видала його щоденники під назвою «Подорож Жаннетти». Цією книгою користувався, зокрема, Фрітьйоф Нансен, готуючись до дослідження арктичних територій.
Іменем ДеЛонга названі відкриті ним острови на північ від Східного Сибіру, а також гірське пасмо в Алясці. На його честь охрестили також два кораблі флоту США. Дотепер він вважається одним із героїв американського мореплавання.